# 張世英 (同治)
張世英（？—？），字碩卿、實卿，浙江山陰人，清朝官員。於戴潮春事件中立下功績，之後被任命為湖北安陸同知。

## 生平
張世英在咸豐十一年（1861年）以監生身分捐補同知，而後來臺。同治元年（1862年）戴潮春事件發生後，當時的淡水同知秋曰覲殉職，竹塹仕紳林占梅等人乃擁立張世英暫時代理同知一職，並設保安局以招募人員。又秉報福建巡撫徐宗幹請求給予總辦臺北團練之權，後得到允許。
後來林占梅率領鄉勇南下攻打大甲，戴潮春部下王和尚知道鄉勇是新練出來且人數只有數百人，便主動攻擊。而張世英則帶著粵勇羅冠英前來支援，最後與林占梅的鄉勇合作擊敗王和尚的部隊。之後戴潮春帶軍來攻，遭到挫敗，之後未再攻打淡水廳北部。
事件之後，巡道丁曰健上奏其功績，張世英因而被提拔為湖北安陸同知。